# فيليب هولزمان
فيليب هولزمان (بالإنجليزية: Philip Holzman)‏ هو عالم نفس أمريكي، ولد في 1922، وتوفي في 2004.